# Adweek
Adweek (auch bekannt als Ad Week) ist eine US-amerikanische Fachzeitschrift für Werbung und Marketing. Sie wurde 1978 gegründet und erscheint wöchentlich. Derzeit gehört Adweek zu Prometheus Global Media.
Zu den Themenbereichen von Adweek gehören kreative Kommunikation, Kunden-Agentur-Beziehungen, globale Werbung, Etatgewinne und neue Kampagnen. Zudem hat die Zeitschrift über einige nennenswerte Branchen-Veränderungen wie z. B. das Kabelfernsehen, den Trend weg von Agenturprovisionen und das Internet berichtet.
Adweek veröffentlicht auch den Blog Adfreak, der sich der Schnittstelle von Werbung und Popkultur widmet.
Adweek ist die zweitgrößte Marketing-Fachzeitschrift in den USA, ihr größter Mitbewerber ist das Magazin Advertising Age.